# George Steffey
George Steffey (8 agosto 1997) è uno sciatore alpino statunitense.

## Biografia
Attivo in gare FIS dal novembre del 2013, Steffey in Nor-Am Cup ha esordito il 15 dicembre 2014 a Panorama in slalom speciale, senza completare la prova, e ha colto il primo podio il 2 febbraio 2017 a Copper Mountain in slalom gigante (3º). L'8 dicembre 2019 ha debuttato in Coppa del Mondo nello slalom gigante di Beaver Creek, che non ha completato, e il 6 febbraio 2020 ha conquistato la prima vittoria in Nor-Am Cup, a Mont-Édouard nella medesima specialità. Non ha preso parte a rassegne olimpiche o iridate.

## Palmarès

### Coppa del Mondo
- Miglior piazzamento in classifica generale: 130º nel 2023

### Coppa Europa
- Miglior piazzamento in classifica generale: 22º nel 2023
- 3 podi:
  - 1 vittoria
  - 2 terzi posti

#### Coppa Europa - vittorie
| Data            | Località | Paese  | Specialità |
| --------------- | -------- | ------ | ---------- |
| 6 febbraio 2023 | Folgaria | Italia | GS         |

Legenda:

GS = slalom gigante

### Nor-Am Cup
- Miglior piazzamento in classifica generale: 5º nel 2020
- 7 podi:
  - 2 vittorie
  - 3 secondi posti
  - 2 terzi posti

#### Nor-Am Cup - vittorie
| Data            | Località       | Paese  | Specialità |
| --------------- | -------------- | ------ | ---------- |
| 6 febbraio 2020 | Mont-Édouard   | Canada | GS         |
| 1º marzo 2023   | Mont-Tremblant | Canada | GS         |

Legenda:

GS = slalom gigante

### Campionati statunitensi
- 4 medaglie:
  - 1 oro (slalom gigante nel 2022)
  - 3 bronzi (supergigante, slalom gigante nel 2018; slalom speciale nel 2022; slalom gigante nel 2024)